# فهرست ویدئوهای یوتیوب با بیشترین لایک
این مقاله، فهرستی از ویدیوهای یوتیوب که بیشترین لایک را در مجموع تمام دوران دارند نشان می‌دهد، که مستقیماً از صفحه ویدیو محاسبه شده‌است. یوتیوب در مارس ۲۰۱۰، دکمه لایک و دیس‌لایک را در این صفحات قرار داد و بخشی از طراحی مجدد اصلی سایت بود که به عنوان جایگزینی برای سیستم رتبه‌بندی پنج ستاره آن‌ها عمل کرد. طراحان یوتیوب سیستم قبلی را ناکارآمد می‌دانستند، زیرا گزینه‌های رتبه‌بندی یک ویدیو بین دو تا چهار ستاره به ندرت انتخاب می‌شدند.

## ویدیوهای برتر
| ش.                | عنوان ویدیو                                     | آپلودکننده یا هنرمند                        | لایک‌ها (میلیون) | تاریخ آپلود    |
| ----------------- | ----------------------------------------------- | ------------------------------------------- | --------------- | -------------- |
| ۱.                | «دسپاسیتو»                                      | لوییس فانسی با همکاری ددی یانکی             | ۵۰٫۷            | ۱۲ ژانویه ۲۰۱۷ |
| ۲.                | «دوباره می‌بینمت»                                | ویز خلیفا با همکاری چارلی پوث               | ۴۰٫۱۲           | ۶ آوریل ۲۰۱۵   |
| ۳.                | «بچه کوسه»                                      | پینگفونگ                                    | ۳۹٫۱۱           | ۱۷ ژوئن ۲۰۱۷   |
| ۴.                | «دینامیت»                                       | بی‌تی‌اس                                      | ۳۵٫۸۷           | ۲۱ اوت ۲۰۲۰    |
| ۵.                | «اومای‌گاد بهترین معلم»                          | Dednahype                                   | ۳۴٫۰۴           | ۲۱ دسامبر ۲۰۲۱ |
| ۶.                | «شکل تو»                                        | اد شیرن                                     | ۳۱٫۰۳           | ۳۰ ژانویه ۲۰۱۷ |
| ۷.                | «چگونه زک کینگ با نقاشی روی دیوار قسر در می‌رود» | دلاربیل (آپلودکننده-مجدد)، زک کینگ (سازنده) | ۲۸٫۷۳           | ۲۳ ژوئیه ۲۰۱۹  |
| ۸.                | «پسری با عشق»                                   | بی‌تی‌اس با همکاری هالزی                      | ۲۷٫۵۷           | ۱۲ آوریل ۲۰۱۹  |
| ۹.                | «آیا برای یک باگت به پاریس پرواز می‌کنید»        | مستربیست                                    | ۲۶٫۸۷           | ۸ دسامبر ۲۰۲۲  |
| ۱۰.               | «تنها در خانه با شتاب»                          | دنیل‌لابل                                    | ۲۶٫۸۶           | ۷ دسامبر ۲۰۲۱  |
| تا ۲۹ ژانویه ۲۰۲۳ |                                                 |                                             |                 |                |